# 福永操
福永 操（ふくなが みさお、1907年5月8日‐1991年1月11日）は、日本の社会運動家、著述家。兵庫県出身。東京女子大学中退。旧姓は波多野、是枝。

## 来歴
1907年、大浦事件の裁判長を務めた波多野高吉と高等女学校教師はまの間に生まれた。1924年、北海道庁立札幌高等女学校（現北海道札幌北高等学校）を卒業し、東京女子大学英語専攻部に入学。在学中に社会科学研究会を結成し、女子学生運動を指導した。
1927年日本共産党に入党後、『無産者新聞』編集長だった是枝恭二と結婚。翌年、三・一五事件で検挙された。1934年2月、治安維持法再犯として起訴され、服役した。
戦後は1955年に日本共産党復党後、地域活動に従事する傍ら、思想研究や運動史研究を行った。
1979年、『運動史研究』4号に「座談会・ハウスキーパーの虚像と実像／原泉・福永操・石堂清倫・宮内勇」掲載。1983年、同誌11号に「座談会・労働運動のなかの先駆的女性たち／山内みな・福永操・鍋山歌子・丹野せつ・大竹一燈子・鈴木裕子」。1983年5月、記録映画「女たちの証言―労働運動の中の先駆的女性たち―」制作のためインタビューに応じた。1982年には自叙伝『あるおんな共産主義者の回想』を上梓。
1989年のベルリンの壁崩壊でソビエト社会主義が挫折して以降、体調を崩し、入退院を繰り返して一種の虚脱状態にあったが、ある日病院脇の路上で亡くなっているのが発見された。窓から飛び降りたのではないかと疑う者も多かったという。墓所は多磨霊園。

## 家族
- 父方祖父・波多野弘 ‐ 土浦藩（土屋家）の江戸詰め下級武士[4]
- 父方伯父・波多野貞之助 ‐ 弘の長男。教育者。 [5]
- 父・波多野高吉（1867-） ‐ 弘の二男。判事。東京帝国大学法科大学卒。死別した前妻との間に二児。[5][6]
- 母方曽祖父・吉村善海（-1884） ‐ 関宿藩主・久世広周侍医。維新後は埼玉県下鹿山村（現・日高市）の村医者。[7]
- 母方祖父・吉村岱仲（1851-1902） ‐ 善海の長男。玉川村 (埼玉県)の村医者。[7]
- 母・はま（1876-） ‐ 岱仲の長女。高吉の後妻。教育者。お茶の水高師附属高女を経て東京女高師卒業後、浦和高等女学校教師となり、1906年に神戸地方裁判所判事だった高吉の後妻となり、1913年まで親和高等女学校で教える。長岡輝子の母・栄子、宮川ヒサとは女高師の同級生。[7]
- 異母姉・文（1900-） ‐ 富塚清の妻。兵庫県立神戸高等女学校卒。[5][8]
- 夫・是枝恭二 ‐ 獄死
- 夫・福永基三 ‐ 左翼系出版社「希望閣」社主・永田周作の妻の義弟。戦中は中国で新聞記者、引き揚げ後波多野家に寄寓したことで知り合い、戦後再婚。[9]

## 著作
- 『共産党員の転向と天皇制』三一書房、1978年
- 『あるおんな共産主義者の回想』れんが書房新社、1982年
- 『「源氏物語」の女たちと作者』れんが書房新社、1990年
- 「熊沢光子さんのことなど」『運動史研究』3号、1979年2月
- 「"スパイ査問事件"前後」『運動史研究』6号、1980年8月
- 「天皇制は何年間継続したか？」『運動史研究』17号、1986年2月